# Охаліна Ганна Миколаївна
Ганна Миколаївна Охаліна (Тимошина) (23 грудня 1910, село Титово Костромської губернії, тепер Макарівського району Костромської області, Російська Федерація — 1969, село Момоново Маслянинського району Новосибірської області, Російська Федерація) — радянська діячка, ланкова колгоспу «Льоновод» Маслянинського району Новосибірської області. Депутат Верховної ради СРСР 4-го скликання. Герой Соціалістичної Праці (20.03.1949).

## Біографія
Народилася в селянській родині. У 1922 році закінчила початкову школу в селі Березняки Костромської губернії. До 1929 року проживала разом із батьками, була нянею у заможних селян. З 1929 року працювала у власному господарстві.
У 1933 році разом із чоловіком переїхала до Західно-Сибірського краю, де почала з 1934 року працювати різноробочою в колгоспі «Льоновод» села Мамоново Маслянинського району. З 1942 року очолювала ланку з вирощування льону та зернових культур колгоспу «Льоновод» Маслянинського району Новосибірської області. Двічі брала участь у Всесоюзній виставці ВДНГ у Москві. Без відриву від виробництва закінчила агрозоотехнічні курси.
У 1948 році ланка Ганни Охаліної зібрала на площі два гектари в середньому по 6,5 центнера волокна льону-довгунця та 7,15 насінин льону з кожного гектара. Указом Президії Верховної Ради СРСР від 20 березня 1949 року «за отримання високих врожаїв волокна та насіння льону-довгунця при виконанні колгоспом обов'язкових поставок та контрактації з усіх видів сільськогосподарської продукції, натуроплати за роботу МТС у 1948 році та забезпеченості насіння всіх культур у розмірі повної весняної сівби 1949 року» удостоєна звання Героя Соціалістичної Праці з врученням ордена Леніна та золотої медалі «Серп і Молот».
З 1960 до 1967 року працювала кухарем у дитячому садку колгоспу. Після виходу на пенсію проживала в селі Мамоново Маслянинського району Новосибірської області, де померла 1969 року. Похована в селі Мамоново.

## Нагороди
- Герой Соціалістичної Праці (20.03.1949)
- два ордени Леніна (19.04.1948, 20.03.1949)
- орден Трудового Червоного Прапора (29.05.1950)
- медалі